# 1208
1208（千二百八、せんにひゃくはち）は自然数、また整数において、1207の次で1209の前の数である。 

## 性質
- 1208は合成数であり、約数は 1, 2, 4, 8, 151, 302, 604, 1208である。
  - 約数の和は2280。
- 各位の和が11になる89番目の数である。1つ前は1190、次は1217。
- 1208 = 182 + 202 + 222
  - 3連続偶数の平方和で表せる数である。1つ前は980、次は1460。
  - n = 18 のときの n2 + (n + 2)2 + (n + 4)2 の値とみたとき1つ前は1091、次は1331。

## その他 1208 に関連すること
- 西暦1208年
- 「ニイタカヤマノボレ一二〇八」は1941年に日本海軍が発信した「日本時間12月8日午前零時を期して戦闘行動を開始せよ」という意味の暗号電文。